# Open Your Heart (песня Мадонны)
«Open Your Heart» — песня американской певицы Мадонны с её третьтего студийного альбома True Blue (1986).
Также была издана отдельным синглом. (Это был четвёртый сингл с того альбома, после «Live to Tell», «Papa Don’t Preach» и «True Blue» и перед «La Isla Bonita»).